# Typhula sclerotioides
Typhula sclerotioides är en svampart som först beskrevs av Christiaan Hendrik Persoon, och fick sitt nu gällande namn av Elias Fries 1838. Typhula sclerotioides ingår i släktet Typhula och familjen trådklubbor.   Inga underarter finns listade i Catalogue of Life.